# Haplogrupa R1a1 (Y-DNA)

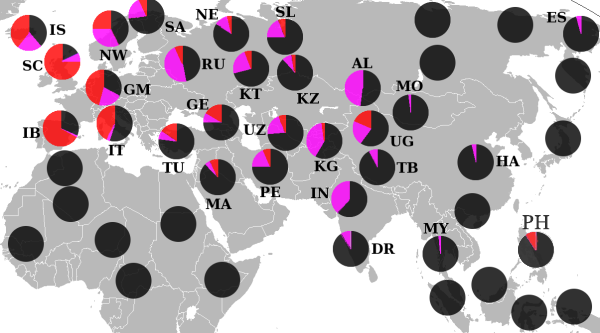
Dystrybucja haplogrup
R1a i
R1b w populacjach wybranych państw

Haplogrupa R1a1 (Y-DNA) – haplogrupa identyfikowana na podstawie występującego tylko u mężczyzn chromosomu Y.

## Rozprzestrzenienie
W Europie występuje najczęściej wśród niektórych ludów słowiańskich: Serbów Łużyckich (63%), Polaków (55%), Białorusinów (50%), Rosjan (46%) i Ukraińców (43%), oraz wśród Węgrów (25%) i Estończyków (33%), przynależących do ugrofińskiej grupy językowej. Istotny procent R1a występuje także u Skandynawów: Norwegów (25–30%), Szwedów (15–20%), Duńczyków (10–15%) oraz u Niemców (15–20%). Ludy bałtyckie również charakteryzują się wysoką częstością występowania haplogrupy R1a: Litwini (34–45%), Łotysze (40%).
Poza Europą R1a występuje najczęściej wśród mieszkańców Indii Północnych (48–73%) i Azji Środkowej: irańskojęzycznych Iszkaszimów (68%), Tadżyków (30%) i Pasztunów (40–45%), ludów turańskich: Kirgizów (63%) i Ałtajczyków (38–53%).
Na kontynencie europejskim dominuje wśród Słowian i Węgrów. Obecnie występuje z częstotliwością 40% w krajach słowiańskich z małymi odchyleniami (60% Polska, Węgry). Inne badania podają 20% dla Węgrów. W Europie procentowo najwięcej (63%) R1a1 jest na Łużycach, ale tylko wśród resztek słowiańskiej ludności.

R1a1 występuje w Europie najczęściej wśród Serbołużyczan (63%), a najwięcej jego nosicieli jest wśród Rosjan (47%, ponad 50 mln).  Rozprzestrzenienie R1a1 w Europie przedstawia mapa C z publikacji Marijany Pericić. Autorka znalazła datujące się na paleolit mikrosatelitarne zgrupowanie w badanej populacji w Macedonii, co świadczy, że nosiciele R1a1 zamieszkiwali badany rejon od paleolitu. Mikrosatelitarna zmienność jest w Macedonii mniejsza niż w Polsce, a procentowy udział R1a1 trzykrotnie niższy. 
| Haplogrupa R1a1 w Europie | Haplogrupa R1a1 w Europie | Haplogrupa R1a1 w Europie | Haplogrupa R1a1 w Europie | Haplogrupa R1a1 w Europie |
| ------------------------- | ------------------------- | ------------------------- | ------------------------- | ------------------------- |
| narodowość                |                           | %                         |                           |                           |
| Serbołużyczanie           |                           | 63                        |                           |                           |
| Polacy                    |                           | 55                        |                           |                           |
| Białorusini               |                           | 50                        |                           |                           |
| Rosjanie                  |                           | 46                        |                           |                           |
| Litwini                   |                           | 45                        |                           |                           |
| Ukraińcy                  |                           | 43                        |                           |                           |
| Łotysze                   |                           | 40                        |                           |                           |
| Estończycy                |                           | 33                        |                           |                           |
| Norwegowie                |                           | 30                        |                           |                           |
| Węgrzy                    |                           | 25                        |                           |                           |
| Szwedzi                   |                           | 20                        |                           |                           |
| Niemcy                    |                           | 20                        |                           |                           |
| Duńczycy                  |                           | 15                        |                           |                           |
|                           |                           |                           |                           |                           |

## Znaczenie
Badania genu R1a są stosowane do podważania skali wielkiej wędrówki ludów – zjawiska, które według teorii allochtonicznej, miało doprowadzić do szybkiej ekspansji ludności słowiańskiej z Ukrainy na Europę Środkowo-Wschodnią. Wędrówki te – o ile następowały – nie były na tyle masowe, by wpłynąć na strukturę genetyczną. Mikrosatelitarne klastry wykazały, że mutacja R1a1a7 występująca głównie w Polsce, musiała powstać tysiące lat przed naszą erą, w trakcie kolonizacji tego regionu przez osadników mezolitycznych. 
Sekwencjonowanie rejonu mikrosatelitarnego chromosomu Y pozwala uzyskać dużo bardziej precyzyjne dane niż tylko mapowanie alleli. Badania te przeprowadza się jednocześnie. Chromosom Y dziedziczy się tylko w prostej linii od ojca, dziadka, pradziadka itd. Ten, u kogo po raz pierwszy wystąpiła haplogrupa R1a1, jest praojcem każdego mężczyzny, który posiada R1a1. R1a1 powstała w ewolucji ludzi tylko jeden raz u tylko jednego człowieka. Wszyscy posiadacze R1a1 to jego potomkowie w linii ojcowskiej.
Również w krajach Europy północnej R1a1 występuje z częstością 10–20%, przy czym najwyższe częstości odnotowano w Norwegii i Islandii, ale jest to mniej niż połowa częstości jej występowania u Polaków. Istnieją przypuszczenia, iż ta haplogrupa została tam rozprzestrzeniona przez wikingów i Słowian.
W Indiach haplogrupa R1a1 jest spotykana zarówno wśród populacji najwyższych kast (około 45%, wśród braminów w Uttar Pradesh, Biharze ponad 60%, Bengalu Zachodnim ponad 70%) jak i plemion (12%–4%). Znacznie wyższe procenty są wśród ludów na północ od Indii, co może wskazywać na kierunek rozprzestrzeniania się R1a1 do Indii.

## Pochodzenie
Mutacja tworząca R1a1 powstała u osoby zamieszkującej Eurazję ok. 15 tys. lat temu (Europa południowo-wschodnia, Północny Kaukaz lub Azja Środkowa). Według niektórych teorii do mutacji doszło w cieplejszej strefie klimatycznej nazywanej Ukraińską ostoją maksimum ostatniego zlodowacenia. Zespół badaczy pod kierownictwem Ornelli Semino jako pierwszy wykazał związek R1a1 z kulturą grobów jamowych. Istnieją też poglądy, że mutacja powstała na terenie Indii lub Afganistanu i stamtąd rozprzestrzeniła się w przeciwnym kierunku.

## Ewolucja haplogrup
R1a1 jest podgrupą haplogrupy R (M207).
Jest blisko spokrewniona z haplogrupą R1b (M343), która dominuje w Europie zachodniej, i nieco dalej spokrewniona z haplogrupą R2 (M124).
- Haplogrupa R (M207)
  - Haplogrupa R1 (M173)
    - Haplogrupa R1a (SRY10831.2-)
      - Haplogrupa R1a1 (M17)
        - R1a1a M56
        - R1a1b M157
        - R1a1c M64.2, M87

      - Haplogrupa R1a*

    - Haplogrupa R1b (M343)

  - Haplogrupa R2 (M124)